# Honda NSR 50
Die NSR 50 (Modellbezeichnung AC 08) ist ein sportliches Kleinkraftrad mit einem wassergekühlte 49-cm³-2-Takt-Motor, welches von 1989 bis 1996 von Honda gebaut wurde.
Der Motor, der im NSR50 modell AC08 die Kurzbezeichnung AC08E hat, wurde mit anderer Kurzbezeichnung in vielen anderen Honda 50er-Modellen eingesetzt, so bei den Honda-Modellen MBX 50r, NS 50, NS50 F, NS50 R, NSR Mini, CRM 50, MTX50r und der NS-1 50 / NSR 50R. Eine luftgekühlte Variante von diesem Motor wurde unter anderem im MBX 50, MTX50 zweites modell, TLM50 und MCX50 eingesetzt.
Die Leistung variiert von 2 kW bis maximal 5,7 kW und ist abhängig von dem Land, wo die NSR50 AC08 geliefert wurde.
Die Variation in Leistung wird erreicht durch Benutzung von unterschiedliche Teile: Zylinderkopf (Volumen), Zylinder (Steuerzeiten), Auspuffanlage, Vergaser und Ansaugkrümmer (Durchmesser und alle internen Teile), Membrangehäuse (Öffnungsgröße) und beide Luftfilterschläuche (Durchmesser). Eine elektronische Drosselung/Begrenzung im Zündung/CDI Steuergerät gibt es nicht.
Um die Leistung vom 45/50 km/h Modell zu steigern, müssten oben genannte Teile ausgetauscht werden (im STVO nicht zugelassen), eine einfache Leistungssteigerung durch Entfernen von „Drosseln“ wie bei modernen Rollern und Mokicks ist nicht möglich. Um das Austauschen von unter anderem das vordere Ritzel und den Ansaugkrümmer und Membrangehäuse zu verhindern, werden spezielle Schrauben benutzt.
Die in Deutschland bekannte NSR50 AC08 ist von der Ausführung her vergleichbar mit dem Model NS50F AC08-120/130/140/150, teilt viele Teile mit den MBX50 und ist nicht direkt vergleichbar mit den Modellen "NSR Mini (AC10) und "NSR50R".

## Technische Daten
|                                | NSR50 AC08 Deutschland                         | NSR50 AC08 Hochleistungsversion     |
| ------------------------------ | ---------------------------------------------- | ----------------------------------- |
| Hubraum                        | 49 cm³                                         | 49 cm³                              |
| Bohrung*Hub (mm)               | 39 × 41.4                                      | 39 × 41.4                           |
| kW bei Drehzahl                | 2-2.2 bei 6000/min                             | 5,7 bei 8.500/Min                   |
| Vergaser Typ                   | Keihin PF06K                                   | Keihin PF16                         |
| Drehmoment / Nm (bei Drehzahl) | 3,7 (5500/Min)                                 | 6.7 (8000/Min)                      |
| Geschwindigkeit                | 50 km/h                                        | -                                   |
| Zweitaktöl                     | 1,2 Liter                                      | 1,2 Liter                           |
| Getriebeöl                     | 0,8 Liter 10W-40                               | 0,8 Liter 10W-40                    |
| Bremsflüssigkeit               | DOT 3 oder 4                                   | DOT 3 oder 4                        |
| Benzin                         | Normal Bleifrei                                | Normal Bleifrei                     |
| Tankinhalt                     | 10,2 Liter                                     | 10,2 Liter                          |
| Kühlflüssigkeit                | 0,7 Liter                                      | 0,7 Liter                           |
| Zündung                        | CDI                                            | CDI                                 |
| Zündkerzen                     | NGK BR5ES (0.7-0.8mm) o. Champion RN5C (0.6mm) | NGK BR8ES                           |
| Getriebe                       | 4-Gang                                         | 6-Gang                              |
| Übersetzungen:                 |                                                |                                     |
| Primärantrieb                  |                                                | 4,1176                              |
| 1. Gang                        |                                                | 3,5454                              |
| 2. Gang                        |                                                | 2,3333                              |
| 3. Gang                        |                                                | 1,7222                              |
| 4. Gang                        |                                                | 1,3809                              |
| 5. Gang                        |                                                | 1,1739                              |
| 6. Gang                        |                                                | 1,0416                              |
| Kette-Hinterrad                |                                                | 2,8666                              |
| Ritzel / Kettenrad (Zähne)     | 13 / 47                                        | 15 / 45                             |
| Kette                          | 420–126 Glieder                                |                                     |
| Vorderrad                      | 2.75 × 17 in                                   | 2.75 × 17 in                        |
| Hinterrad                      | 3.00 × 18 in                                   | 3.00 × 18 in                        |
| Reifendruck vorn               | 1,75 bar                                       | 1,75 bar                            |
| Reifendruck hinten             | 2,0 (2,8) bar                                  | 2,8 bar                             |
| Bremsbeläge vorn               | Lucas MCB 525 oder MCB 615 (dicker)            | Lucas MCB 525 oder MCB 615 (dicker) |
| Bremsbeläge hinten             |                                                |                                     |
| Trockengewicht                 | 92 kg                                          | 92 kg                               |
|                                |                                                |                                     |